# Sadiq Ali
Sadiq Ali (Tamil: சாதிக் அலி; * 1910 in Udaipur, Britisch-Indien, heute: Rajasthan; † 17. April 2001 in Neu-Delhi) war ein indischer Politiker des Indischen Nationalkongresses (INC), der zwischen 1958 und 1970 Mitglied der Rajya Sabha war, des Oberhauses des Parlaments (Bhāratīya Sansad). Er war zudem Vizegouverneur und Gouverneur verschiedener Bundesstaaten und Unionsterritorien.

## Leben
Sadiq Ali, Sohn von Shri Tahir Ali, absolvierte ein Studium an der University of Allahabad und der Aligarh Muslim University (AMU). Er war zwischen 1950 und 1952 Mitglied des Provisorischen Parlaments. Am 4. November 1958 wurde er für den Indischen Nationalkongress erstmals Mitglied der Rajya Sabha war, des Oberhauses des Parlaments (Bhāratīya Sansad), und gehörte dieser nach seiner Wiederwahl am 3. April 1964 als Vertreter des Bundesstaates Rajasthan bis zum 2. April 1970 an. Er war zudem zwischen 1958 und 1962 sowie erneut von 1966 bis 1967 Generalsekretär des All India Congress Committee (AICC), das Präsidium und die zentrale Entscheidungsversammlung des Indischen Nationalkongresses.
Als Nachfolger von Ramanlal Maneklal Kantawala wurde er Sadiq Ali am 30. April 1977 Gouverneur von Maharashtra und bekleidete dieses Amt bis zum 3. November 1980, woraufhin Om Prakash Mehra ihn ablöste. Er wurde im Anschluss als Nachfolger von M. M. Ismail am 4. November 1980 Liste der Gouverneure von Tamil Nadu und verblieb in diesem Amt bis zu seiner Ablösung durch Sundar Lal Khurana am 2. September 1982. Während dieser Zeit fungierte er als Nachfolger von Ram Kishore Vyas vom 16. April 1981 bis zu seiner Ablösung durch Ramdas Narayan Haldipur am 26. Juli 1981 außerdem in Personalunion Vizegouverneue von Puducherry.
Sadiq Ali war mit Shanti verheiratet.